# Fussball Club Luzern Frauen 2015-2016
Questa voce raccoglie le informazioni riguardanti lo Fussball Club Luzern Frauen nelle competizioni ufficiali della stagione 2015-2016.

## Rosa
Rosa alla fine della stagione 2015-2016.
| N. |                           | Ruolo | Calciatrice                |
| -- | ------------------------- | ----- | -------------------------- |
| 1  | Svizzera (bandiera)       | P     | Nadine Böni                |
| 3  | Svizzera (bandiera)       | C     | Valérie Zürny              |
| 4  | Svizzera (bandiera)       | D     | Marie-Andrea Egli (c)      |
| 5  | Svizzera (bandiera)       | C     | Luana Bühler               |
| 6  | Svizzera (bandiera)       | D     | Tanja Blättler             |
| 7  | Svizzera (bandiera)       | C     | Melina Scodeller           |
| 8  | Svizzera (bandiera)       | D     | Fabienne Paglia            |
| 9  | Montenegro (bandiera)     | A     | Saranda Hashani            |
| 10 | Svizzera (bandiera)       | C     | Federica Cavicchia         |
| 11 | Svizzera (bandiera)       | A     | Nina Stapelfeldt           |
| 12 | non conosciuta (bandiera) | C     | Claudia Lourenco Rodrigues |

| N. |                     | Ruolo | Calciatrice        |
| -- | ------------------- | ----- | ------------------ |
| 14 | Svizzera (bandiera) | A     | Géraldine Reuteler |
| 15 | Svizzera (bandiera) | C     | Romana Trajkovska  |
| 16 | Svizzera (bandiera) | C     | Carmen Pulver      |
| 18 | Svizzera (bandiera) | P     | Laura Schneider    |
| 17 | Svizzera (bandiera) | D     | Sanja Djokic       |
| 19 | Svizzera (bandiera) | C     | Nicole Remund      |
| 20 | Svizzera (bandiera) | D     | Rahel Graf         |
| 21 | Svizzera (bandiera) | D     | Rahel Sager        |
| 22 | Svizzera (bandiera) | C     | Fabiola Scheiber   |
| 24 | Svizzera (bandiera) | A     | Nora Peter         |
| 25 | Svizzera (bandiera) | P     | Antonia Albisser   |